# Kałki (Srokowo)
Kałki (deutsch Sechserben) ist ein kleiner Ort in der polnischen Woiwodschaft Ermland-Masuren und gehört zur Gmina Srokowo (Landgemeinde Drengfurth) im Powiat Kętrzyński (Kreis Rastenburg).

## Geographische Lage
Kałki liegt in der nördlichen Mitte der Woiwodschaft Ermland-Masuren, zwei Kilometer südlich der polnisch-russischen Staatsgrenze zur Oblast Kaliningrad (Königsberger Gebiet). Bis zur früheren Kreisstadt Gerdauen (heute russisch Schelesnodoroschny) sind es 13 Kilometer in nordwestlicher Richtung, während die heutige Kreismetropole Kętrzyn (deutsch Rastenburg) 25 Kilometer in südlicher Richtung liegt.

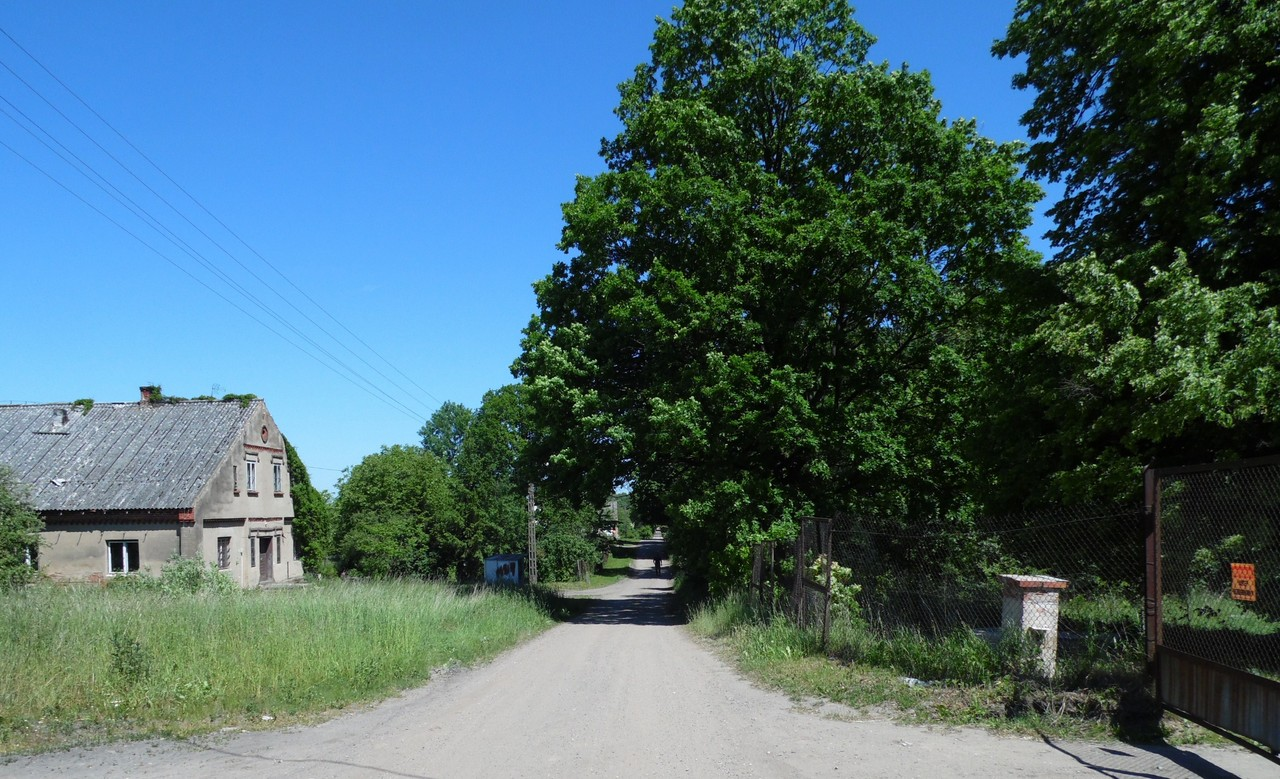
Dorfstraße in Kałki

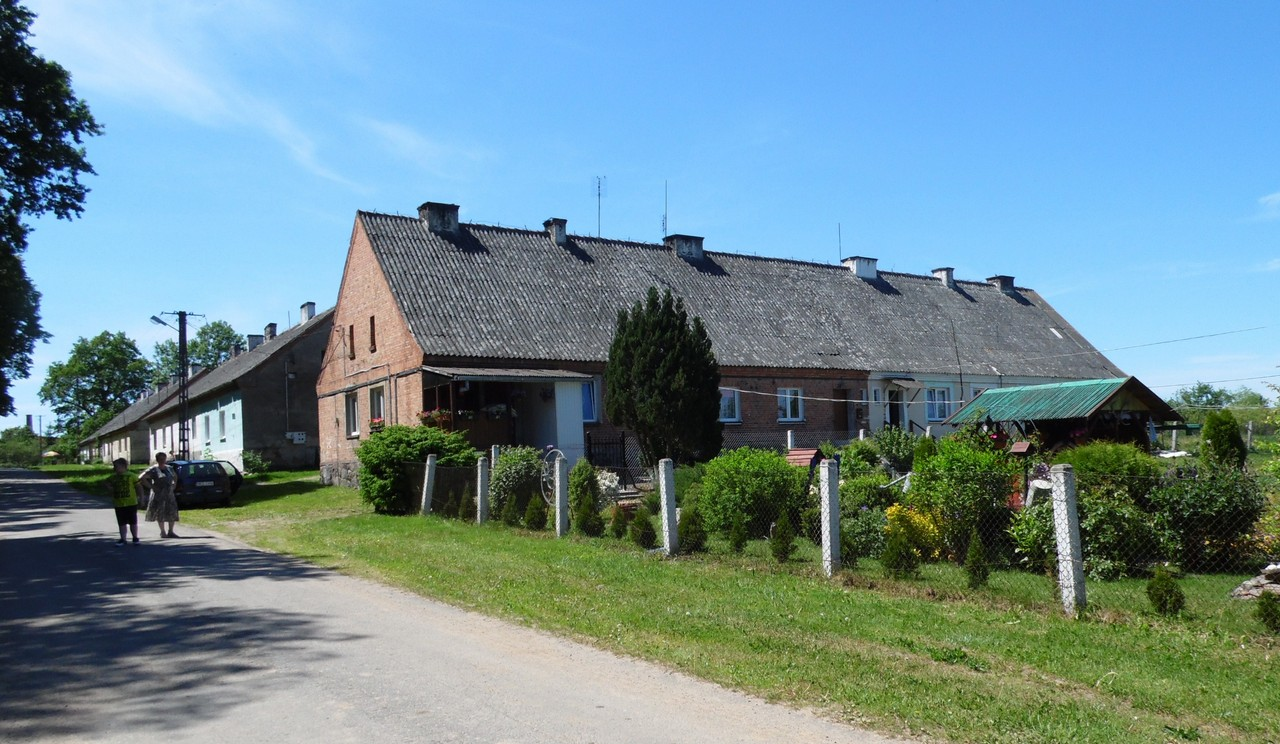
Anwesen in Kałki

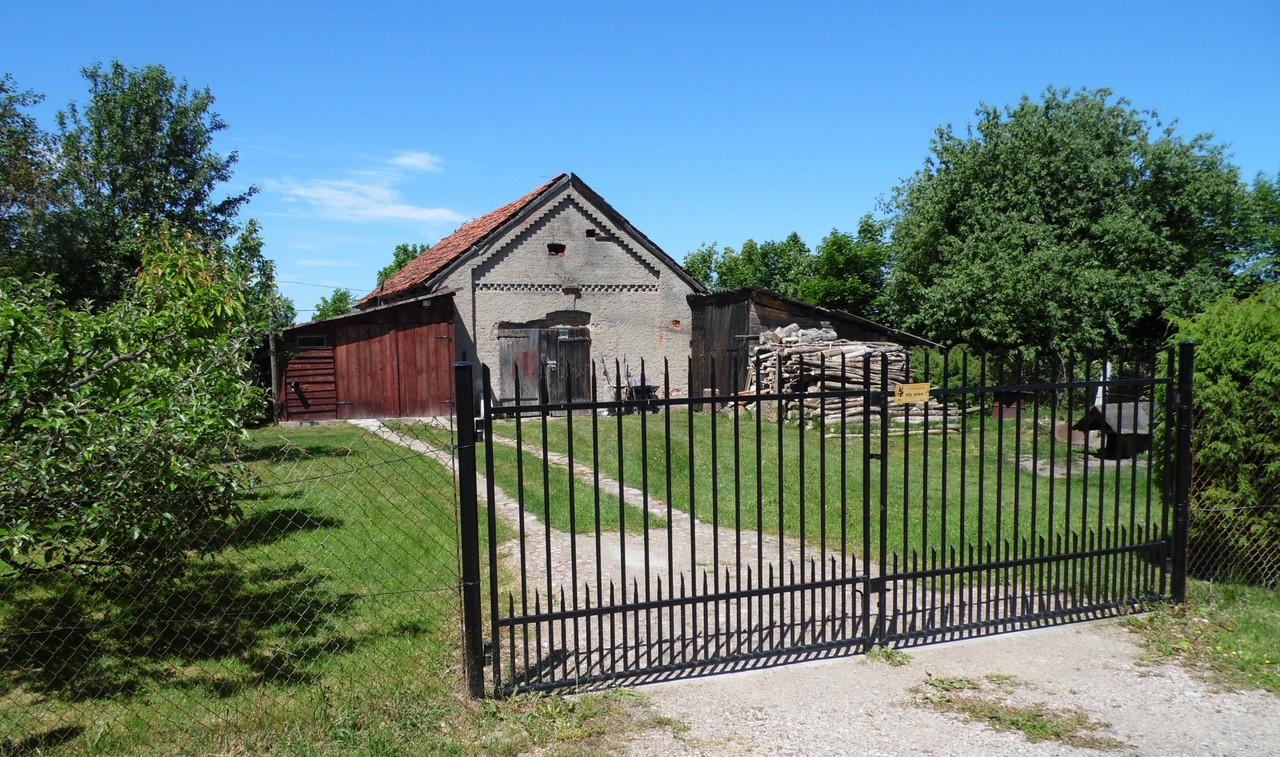
Einstige Schmiede in Kałki

## Geschichte

### Ortsname
Die Bezeichnung „Sechserben“ geht auf die sechs Erben zurück, die nach dem Tod des Reichsgrafen Adolf von Schlieben (1792–1815) dessen Birkenfelder Güter geerbt hatten und sich den Besitz zunächst teilen mussten.

### Ortsgeschichte
Sechserben wurde im Zuge der gutsherrlich-bäuerlichen Regulierung nach der Bauernbefreiung am 10. März 1823 gegründet. Im Amtsblatt der königlichen preußischen Regierung zu Königsberg hieß es damals: „Daß das den Graf Schliebenschen Erben auf Birkenfeld eigenthümlich zugehörige, auf dem bei der Regulierung der gutsherrlichen und bäuerlichen Verhältnisse des Dorfes Langenfeld erhaltenen Bauernlande abgebaute Etablissement im landräthl. Gerdauenschen Kreise, grenzend gegen Osten an das Vorwerk Adolphshoff, gegen Süden an den Löcknischen Wald, gegen Westen an den Langenfeldschen Wald, gegen Norden mit dem Dorfe Langenfeld, mit Genehmigung der Königl. Regierung von Ostpreußen den Namen Sechserben erhalten, wird hiermit zur öffentlichen Kenntniß gebracht“. Am 14. April 1897 wurde aus dem Gut Sechserben mit den Vorwerken Adolfshof (polnisch Goszczewo) und Langenfeld (nicht mehr existent) sowie der Gemeinde Langenfeld der Gutsbezirk Sechserben gebildet und in den Amtsbezirk Birkenfeld (polnisch Brzeźnica) eingegliedert. Er gehörte zum Kreis Gerdauen im Regierungsbezirk Königsberg in der preußischen Provinz Ostpreußen.
Im Jahre 1885 zählte Sechserben 105 Einwohner, im Jahre 1905 bereits 317 und im Jahre 1910 noch 291. Am 30. September 1928 gab der Gutsbezirk Sechserben seine Eigenständigkeit auf und schloss sich mit dem Gutsbezirk Birkenfeld zur neuen Landgemeinde Birkenfeld zusammen.
Als 1945 in Kriegsfolge das gesamte südliche Ostpreußen an Polen überstellt wurde, war auch Sechserben davon betroffen. Der Ort erhielt die polnische Namensform „Kałki“ und ist heute eine Siedlung (polnisch Osada) innerhalb der Landgemeinde Srokowo (Drengfurth) im Powiat Kętrzyński (Kreis Rastenburg), bis 1998 der Woiwodschaft Olsztyn, seither der Woiwodschaft Ermland-Masuren zugehörig.

## Gut Sechserben
Das Gut Sechserben gehörte bis 1824 den Grafen von Schlieben, danach der Gutsfamilie Totenhoefer in Birkenfeld (polnisch Brzeźnica). Der dann selbständige Gutsbezirk Sechserben wurde 1897 an Alfred Totenhoefer (1860–1902) übertragen.
Letzter deutscher Eigentümer war der Sohn eines Bergwerkdirektors in Andalusien Rudolf Plock (1883–1980), der in die Totenhoefer-Familie eingeheiratet hatte. Das Gut umfasste zuletzt 1.125 Hektar, davon 350 Hektar Mischwald. Hauptanliegen des letzten Gutsbesitzers war die Zucht von Trakehnerhengsten.
Am 23. Januar 1945 begab sich der Gutstreck unter Rudolf Plock auf die Flucht, wurde aber bereits im Kreis Preußisch Holland von Sowjettruppen überrannt. Das Gutsbesitzer-Ehepaar konnte zu Fuß entkommen und gelangte über Dänemark nach Korbach in Hessen.
Der Gutskomplex Sechserben diente nach 1945 als staatseigenes Genossenschaftsgut. 1996 soll es ein Geschäftsmann aus Warschau erworben haben. Es bestand die Absicht, hier eine Pension einzurichten.

## Schloss Kałki

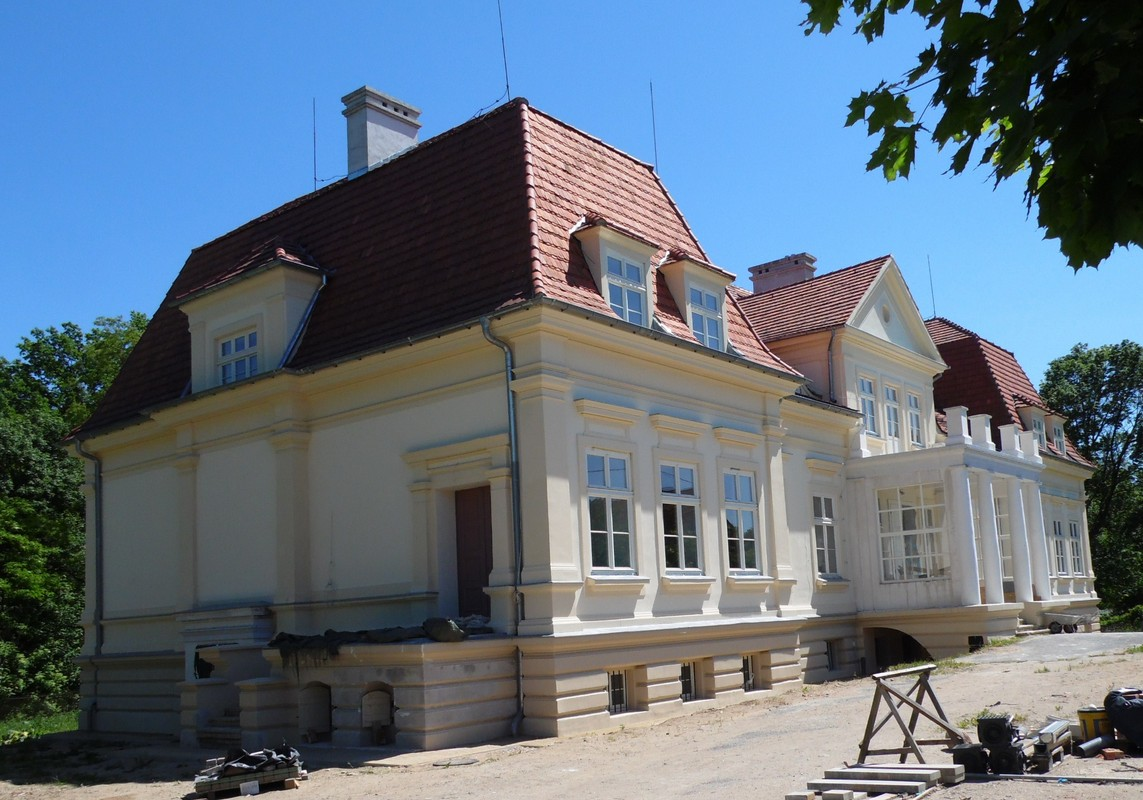
Das frühere Gutshaus Sechserben und heutige Schloss Kałki

Vermutlich unter dem Eigentümer Alfred Totenhoefer (1860–1902) wurde im damaligen Sechserben das große dreizehnachsige Gutsherrenhaus im Neorenaissancestil erbaut. In der gleichen Zeit entstand am Südrand des großen Gutsparks ein reich mit Holzwerk versehener Backsteinbau im Stil einer Ostsee-Villa, die als Altersruhesitz vorgesehen war – das Gebäude brannte jedoch 1980 nieder.
Der Gutskomplex wurde am Ende des Ersten Weltkriegs zerstört, das Herrenhaus – und jetzige Schloss Kałki – jedoch bis 1920 unter Einbeziehung noch erhaltener Außenmauern in neobarockem Stil wieder aufgebaut. Nach 1945 wurde es von zahlreichen Arbeiterfamilien bewohnt und diente auch als Begegnungsstätte. Im Innern sind noch einige Wandtäfelungen erhalten. Der Gutspark ist zwar verwildert, doch ist sein Baumbestand im Wesentlichen erhalten. Auch die Wirtschaftsgebäude sind noch intakt und zusammen mit dem Gutshaus in der Struktur nahezu unverändert.

## Kriegsgräberstätte
Etwa drei Kilometer westlich des Ortes befindet sich in den Kalken Bergen ein Kriegsgräberfriedhof. 1996 wurde er renoviert. Eine Gedenktafel am Tor weist auf 80 deutsche und 39 russische Soldaten hin.
Außerdem befindet sich an der Straße nach Łęknica (Löcknick) ein Soldaten-Sammelgrab.

## „Kałeckie Błota“
Wenige hunter Meter westlich von Kałki erstreckt sich das 1988 angelegte Naturschutzgebiet Kałeckie Błota („Reserwat Przyrody Kałeckie Błota“).

## Kirche

### Evangelisch
Bis 1945 war Sechserben in das evangelische Kirchspiel Nordenburg (heute russisch Krylowo) in der Kirchenprovinz Ostpreußen der Kirche der Altpreußischen Union eingegliedert. Heute ist Kałki nach Brzeźnica (Birkenfeld) hin orientiert, einer Filialgemeinde der Johanneskirche Kętrzyn in der Diözese Masuren der Evangelisch-Augsburgischen Kirche in Polen.

### Katholisch
Vor 1945 gehörte Sechserben zur katholischen Kirche Insterburg (heute russisch Tschernjachowsk) im damaligen Bistum Ermland. Heute ist Kałki nach Srokowo im jetzigen Erzbistum Ermland eingepfarrt.

## Verkehr

### Straße
Kałki liegt an einer Nebenstraße, die von Łęknica (Löcknick) nach Brzeźnica (Birkenfeld) führt und vor 1945 weiter bis nach Nordenburg (russisch Krylowo) an der Reichsstraße 131 (heutige 27A-083) verlief.

### Schiene
Eine Bahnanbindung für Kałki gibt es nicht mehr. Bis 1945 war Sechserben Bahnstation an der Bahnstrecke Barten–Nordenburg der Rastenburger Kleinbahnen, die jedoch nicht reaktiviert worden ist.